# إيليو دي انجيليس
إيليو دي انجيليس  (بالإيطالية: Elio De Angelis) مواليد 26 مارس 1958، هو سائق فورملا 1 إيطالي سابق كان قد بدأ مسيرته الاحترافية عام 1979. كان أول سباق له هو جائزة الأرجنتين الكبرى 1979، حقق أول فوز له في جائزة النمسا الكبرى 1982. خاض خلال مسيرته 109 سباقاً.

## روابط خارجية
- إيليو دي انجيليس على موقع Racing-Reference.info (الإنجليزية)
- إيليو دي انجيليس على موقع DriverDB.com (الإنجليزية)